# Saint-Amand (Manica)
Saint-Amand è un comune francese di 2 291 abitanti situato nel dipartimento della Manica nella regione della Normandia.

## Società

### Evoluzione demografica
Abitanti censiti